# Лі Юань
Лі Юань (кит.: 李淵; піньїнь: Li Yuan; 566 — 25 червня 635) — 1-й імператор династії Тан у 618–626 роках, засновник династії (храмове ім'я 高祖 Гаоцзу).

## Життєпис

### Військова кар'єра
Походив з родини військовиків Лі (17-й нащадок Лі Гао, вана держави Західна Лян). Син Лі Біня, генерала династії Північна Чжоу та князя Тан. Народився у 566 році у Чан'ані. Отримав ім'я Юань. У 572 році втратив батька. Втім імператор Вень-ді з династії Суй не дозволив Лі Юаню успадкувати титул батька. Навзаєм узяв останнього в імператорську свиту. Лі Юань був небіжем імператриці Дугу. Втім незабаром отримав посади губернатора у провінції, при цьому не допускався до посад в армії. Це тривало до 606 року, смерті Вень-ді.
Новий імператор Ян вирішив долучити Лі Юаня до військових справ. Так, у 613 році останній брав участь у поході проти держави Когурьо. Наступного року отримав командування над військами, що охороняли перевал Тонг (на заході імперії). У 615 році Лі Юань за наказом імператора придушив повстання в області Хедонг (частина сучасної провінції Шаньсі). У 616 році Лі Юань став військовим губернатором міста Тайюань. На тій посаді з перемінним успіхом боровся проти східних тюркютів.
У 617 році повстав Лю Учжоу, який розбив імператорські війська й захопив м. Лоян. Імператор Ян відступив у центральні райони імперії. В цій ситуації син Лі Юаня Лі Шимінь та дружина пані Доу переконали Лі Юаня виступити проти імператора. Це було також викликано тим, що Лі Юань остерігався гніву імператора за те, що він не надав відсічі повстанцям й недостатньо вправно боровся з тюркютами. Лі Юань уклав мир з Шибір-ханом, очільником тюркютів, та рушив до Лоян та Дасін (майбутній Чан'ань). Тут він захопив онука імператора Яна й оголосив його імператором під ім'ям Гун-ді. Останній надав Лі Юаню титул князя Тан й зробив очільником імперії. Після загибелі у 618 році імператора Яна Лі Юань відсторонив від влади Ґуан-ді, оголосивши себе новим імператором під ім'ям Ґаоцзу.

### Правління
Новий імператор контролював лише частину держави. Він вимушений був спільно з синами воювати з іншими повстанцями, до 620 року, поки остаточно не захопив усю імперію. після цього остаточно оголосив столицею Дасін, перейменувавши його в Чанань.
Після цього було проведено реформи для відновлення економічного розвитку, підірваного політикою Ян-ді та громадянською війною. Впроваджувався подушний податок у розмірі 200 мір зерна, 20-фунтового рулону шовку та 20 днів трудової повинності. Ґаоцзу почав карбувати уніфіковану монету. Водночас здійснював жорсткий контроль за торгівлею: особисто призначав керівників ринків столиці та провінцій. За його правління остаточно відновлено систему іспитів. При цьому збережено привілеї знаті.
Також видано нову збірку законів, яка складалася з 502 статей. Вона базувалася на принципах філософських шкіл ін-янь, легізму та конфуціанства. Запроваджувалися доволі жорстокі покарання.
У зовнішній політиці особливу тривогу викликали східні тюркюти. З ними довелося боротися до 626 року. Для оборони країни збудовано низку фортець на східному кордоні. Втім, проблему не було вирішено остаточно. В цей час Ґаоцзу вирішив зробив спадкоємцем трону свого сина Лі Цзяньчена, відсторонивши іншого — Лі Шиміня, популярного військовика та політика. Останній, дізнавшись про змову, 2 липня вбив Лі Цзяньчена і Лі Юаньцзя. Після цього один з вояків Лі Шиміня увійшов до імператорського палацу в обладунках й зброєю, що було суттєвим правопорушенням, та оголосив імператору Ґаоцзу про смерть синів. Злякавшись, Лі Юань 5 липня оголосив Лі Шиміня спадкоємцем трону, а через декілька тижнів зрікся влади.

### Останні роки
Після відсторонення від трону Ґаоцзу проводив багато часу в палацах поблизу Чан'аня, часто переїжджаючи з одного в другий. Помер він 25 червня 635 року.

## Девіз правління
- Уде (武德) 618—626